# Роберт Щолц
Роберт Елизабет Щолц (на немски: Robert Elisabeth Stolz) е австрийски диригент и композитор, автор на оперети, песни и филмова музика.

## Биография
Роден е на 25 август 1880 в семейството на музиканти от Грац. Баща му бил диригент и композитор, а майката – концертираща пианистка, негова пралеля е сопраното Тереза Щолц. На 7-годишна възраст Роберт пътува из Европа като пианист, изпълнявайки репертоар от Моцарт. Учи във Виенската консерватория при Роберт Фукс и Енгелберт Хумпердинк. От 1899 година заема последователно диригентски постове в Марбург (днес Марибор), Залцбург и Бърно, преди да наследи Артур Боданцки във Виенския театър през 1907 година. Там дирижира, между другите творби, и първото изпълнение на „Шоколадовият войник“ от Оскар Щраус през 1908 година. През 1910 година напуска и започва да се занимава като композитор и диригент на свободна практика. Междувременно вече е започнал да композира оперети и отделни песни и с тях постига голям брой успехи.
След като служи в австрийската армия през Първата световна война, Щолц се посвещава основно на кабарето и през 1925 година се мести да живее в Берлин. Около 1930 година започва да композира филмова музика, като например за първия озвучен германски филм „Zwei Herzen im Dreivierteltakt“ („Две сърца във валсов такт“). Някои по-ранни композиции на Щолц като „Adieu, mein kleiner Gardeoffizier“ от оперетата му „Die lustigen Weiber von Wien“, стават по-популярни сред широката публика благодарение на киното.
Възходът на Нацистка Германия принуждава Щолц да се завърне във Виена, но той продължава да поддържа връзки с Берлин. Пътува често между двата града и в багажника на лимузината си превозва евреи и политически бегълци през германско-австрийската граница, общо 21 пъти. След това настъпва Аншлусът и Щолц отново емигрира, първо в Цюрих, после в Париж, където през 1939 година е интерниран като гражданин на вражеска страна. С помощта на приятели е освободен и през 1940 година успява да избяга в Ню Йорк.
В Америка Щолц придобива слава с концертите си с виенска музика, дебютирайки с концерта „Една нощ във Виена“ в Карнеги Хол. В резултат получава множество покани да композира музиката за филми и шоупрограми и през 1941 и 1945 година получава две номинации за наградите Оскар.
През 1946 година Щолц се завръща във Виена, където остава да живее до края на живота си. През 1960-те и 1970-те прави множество записи на оперети от композитори като Йохан Щраус, Франц Лехар, Имре Калман, Лео Фал.
През 1952 година започва да композира музика за Виенското ледено ревю, като първата от 19-те си оперети посвещава на европейската шампионка по фигурно пързаляне Ева Павлик. През 1970 година, в чест на 90-ата му годишнина, е удостоен със званието Почетен гражданин на Виена. Награден е и с Виенския медал на честта, като е едва вторият музикант след Рихард Щраус, който получава това отличие. Появява се и на серия австрийски мемориални пощенски марки.
След смъртта му на 27 юни 1975 година в Берлин, Роберт Щолц е погребан близо до Йоханес Брамс и Йохан Щраус – син във виенските централни гробища и негова статуя е издигната във виенския градски парк. Улица близо на Виенската държавна опера носи неговото име.
|  | Тази страница частично или изцяло представлява превод на страницата Robert Stolz в Уикипедия на английски. Оригиналният текст, както и този превод, са защитени от Лиценза „Криейтив Комънс – Признание – Споделяне на споделеното“, а за съдържание, създадено преди юни 2009 година – от Лиценза за свободна документация на ГНУ. Прегледайте историята на редакциите на оригиналната страница, както и на преводната страница, за да видите списъка на съавторите. ВАЖНО: Този шаблон се отнася единствено до авторските права върху съдържанието на статията. Добавянето му не отменя изискването да се посочват конкретни източници на твърденията, които да бъдат благонадеждни. |